# Marché couvert du Touquet-Paris-Plage
Le marché couvert du Touquet-Paris-Plage est situé au croisement de la rue de Metz et de la rue Jean Monnet.

## Construction
Le marché couvert a été construit de 1931 à 1932, il est construit sur la place qui s'appelait, à l'époque, place de la demi-lune, dans le style néo-régionaliste, en forme d'un demi-cercle, par l'entreprise Révillion, sur les plans du jeune architecte marseillais Henri-Léon Bloch, associé à un éminent grand prix de Rome, Henri-Paul Nénot. Dans son autobiographie non publiée, l'architecte évoque comment il a conçu le projet, 

« Je m'acharnai sur le projet qui présentait une grande difficulté par suite de la présence de cette maudite rue transversale qui enlevait toute unité harmonieuse à deux tronçons pourtant symétriques. J'eus alors l'idée de réunir ces deux tronçons par une grande arcade enjambant la rue de part et d'autre »

Un style qualifié de « régional » s'impose au projet dont la façade demi-circulaire s'ouvrant sur la place est faite d'une série d'arcs en plein cintre qui reportent leurs charges sur deux gros piédroits cylindriques. La référence à la situation est ici exprimée par l'emploi de la pierre de Baincthun pour le soubassement, par la maçonnerie recouverte d'un enduit tyrolien crème, par les trois pignons et leurs faux pans de bois, par l'usage de tuiles plates du Boulonnais qui couvrent une impressionnante toiture pentue.
Le marché couvert, s'il ne déroge pas à certaines règles du régionalisme, retient aussi les leçons de l'architecture moderne. Le programme est traité rationnellement avec une grande enfilade demi-circulaire des étals dont la disposition rejette les accès techniques à l'arrière. L'ensemble comprend une très grande cave et les plans prévoient des sous-sols frigorifiques.
La couverture de l'horloge monumentale transcrit le « cul de geai » qui se répand dans l'architecture domestique et la déformation qu'elle fait subir au pignon est issue d'une interprétation fantaisiste de la clé de voute qui trouve logiquement sa place dans l'axe de la grande arche qui surplombe la rue Jean Monnet. Les fermes de charpente en bois sont volontairement surdimensionnées pour accentuer l'effet de puissance de la structure.
Le pouvoir d'expression et le symbolisme discret de l'architecte, dont la construction s'achève en 1932, échappent encore aux poncifs du genre et se manifestent autour de la vacuité d'un espace qui amplifie, encore de nos jours, les bruits joyeux des jours de marché.
Il est mis en service en avril 1932.
L'aile sud a été transformée en 1960 pour accueillir une poissonnerie. La couverture du bâtiment date de 1982-1983.
Ce bâtiment (façades, toitures et hall) fait l’objet d’une inscription au titre des monuments historiques depuis le 24 janvier 1996.

## Dans la presse
Le peintre José Simont, pour l'article de Robert de Beauplan dans le magazine L'Illustration du 30 avril 1938, réalise une aquarelle représentant le marché couvert, un jour de marché.

## Petite histoire du marché
Avant la construction de ce marché couvert, le marché avait lieu autour de la chapelle Saint-André qui se trouvait à la place de l'actuel hôtel des postes situé rue de Metz. Le premier marché de Paris-Plage eut lieu le 1er juin 1896, après délibération du conseil municipal de Cucq en date du 6 août 1895, le marché se déroulait le jeudi de chaque semaine de 8 h à 11 h, pour attirer les marchands, aucun droit n'était perçu, mais devant la pression du commerce local, la perception de droits proportionnels aux mètres de façade occupée fut mise en place à compter du 19 juillet 1899, c'est le sieur Chabot, garde-champêtre, qui fut chargé de sa collecte. En 1924, la chapelle Saint-André est transformée en marché couvert.

## Pour approfondir